# Індиченко Костянтин Степанович
Костянтин Степанович Індиченко (? — ?) — український радянський діяч, передовик виробництва, секретар партійного комітету Київського заводу імені Артема. Член ЦК КП(б)У в червні 1938 — січні 1949 року.

## Біографія
Працював робітником Київського заводу імені Артема.
Член ВКП(б) з 1927 року.
На 1938—1941 роки — секретар партійного комітету Київського заводу імені Артема.
Під час німецько-радянської війни перебував у евакуації. У 1944 році повернувся до Києва.
З 1944 року — секретар партійної організації Київського заводу імені Артема.
На 1957—1958 року — голова заводського комітету профспілки Київського заводу імені Артема.
Подальша доля невідома.

## Нагороди
- орден «Знак Пошани» (6.12.1957)[1]
- медалі